# Wyskakujące okno

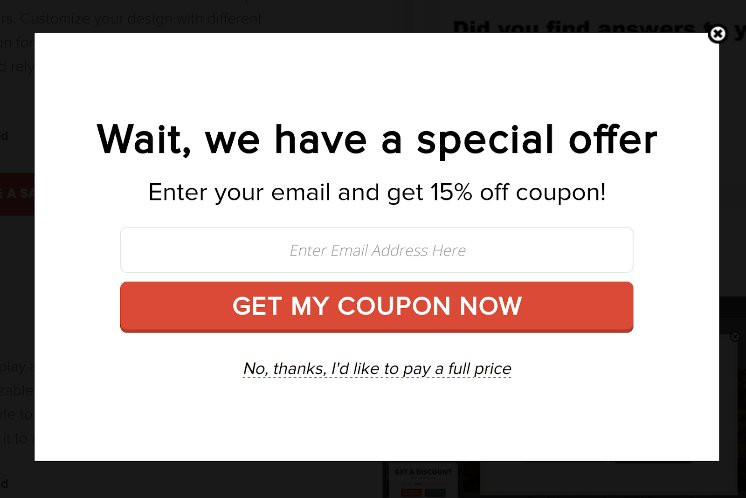
Przykładowa reklama w wyskakującym oknie

Wyskakujące okno (ang. pop-up) – funkcja stron WWW, powodująca automatycznie uruchamianie nowego okienka (karty) z określoną treścią w przeglądarce internetowej. W owym okienku (karcie) może znaleźć się dodatkowe menu nawigacyjne, krótki tekst pomocy, wyjaśnienie terminu, powiększony obrazek, najczęściej jednak technika ta jest wykorzystywana do reklamy internetowej.

## Wyskakujące okna w praktyce
Najczęstszą formą wyskakujących okien są otwierające się przy wejściu na stronę internetową reklamy. Zbliżoną, z technicznego punktu widzenia, formą reklamy, o mniejszej uciążliwości dla użytkownika, jest tzw. pop-under – okienko, które jest otwierane w tle, pod bieżącym oknem. Staje się ono widoczne dopiero po zamknięciu, przesunięciu czy zminimalizowaniu głównego okna przeglądarki.
Pierwsze wyskakujące okna narodziły się pod koniec XX wieku, w okresie boomu internetowego, jako dodatkowa forma przychodów pochodzących z reklam. Uważa się je za bardziej skuteczne od bannerów, aczkolwiek mogą też być z nimi sprzężone i stosowane równolegle. Szacuje się, że wyskakujące okna stanowią 6,4% rynku reklam (kwiecień 2004 r., według Nielsen/NetRatings Ad Relevance).
Dla większości użytkowników Internetu reklamy w formie wyskakujących okien są bardzo irytujące – stąd dużą popularnością zaczęły cieszyć się programy umożliwiające ich blokowanie w postaci wtyczek oraz programów zewnętrznych, później zintegrowanych mechanizmów w przeglądarkach internetowych. Z danych amerykańskich firm badawczych, w USA korzysta z nich 30% internautów. Odpowiedzią na nie są reklamy omijające zabezpieczenia programowe.

## Rozwiązania techniczne
Klasyczną techniką wyświetlania wyskakujących okienek jest wykorzystanie kodu window.open() w języku JavaScript. Przez wiele lat była to jedyna metoda, jednak w związku z łatwością jej zablokowania zaczęto stosować inne techniki.
W początkowych latach XXI wieku popularne stały się wyskakujące okna z użyciem technologii Flash. Są to animacje, które nie mają własnego miejsca na stronie, a wyświetlają się, zasłaniając jej główną treść. Animacja trwa aż do zamknięcia przez użytkownika bądź zaprogramowanego zakończenia. Ta forma reklamy jest jeszcze mniej tolerowana, niż zwykłe wyskakujące okna. W dodatku występują z nią problemy, implementacja technologii Flash na niektórych systemach pozostawia wiele do życzenia.
Można też spotkać wyskakujące okna wykonane w technologii DHTML. Z technicznego punktu widzenia jest to pozycjonowana bezwzględnie (a zatem nieprzesuwająca się przy przewijaniu) sekcja treści HTML, którą można ukryć albo wyłączyć; zazwyczaj warstwa ta zasłania główną treść strony. Obecnie jest to najlepszy sposób na wyświetlanie treści reklamowych.

## Historia
Twórcą wyskakujących okien był Ethan Zuckerman, dyrektor Center for Civic Media w Massachusetts Institute of Technology, pracujący wówczas dla Tripoda. Po latach przeprosił za swój wynalazek.